# Jovana Rad
Jovana Rad, po mężu Adamović (serb. Јована Рад-Адамовић; ur. 8 maja 1987 w Nowym Sadzie) – serbska koszykarka występująca na pozycjach silnej skrzydłowej lub środkowej, reprezentantka kraju.

## Osiągnięcia
Na podstawie, o ile nie zaznaczono inaczej.

### Drużynowe
- Wicemistrzyni Serbii (2019)[3]
- Finalistka Pucharu Serbii (2021)[4]
- Uczestniczka międzynarodowych rozgrywek Eurocup (2012–2015)

### Indywidualne
(* – nagrody przyznane przez portal eurobasket.com)
- MVP:
  - sezonu ligi serbskiej (2018–2021)*[5][3][6][4]
  - finałów ligi serbskiej (2018)
- Najlepsza*:
  - defensywna zawodniczka roku ligi serbskiej (2008)[7]
  - środkowa ligi serbskiej (2020, 2021)[6][4]
  - skrzydłowa ligi serbskiej (2008, 2018, 2019)[7][5][3]
- Zaliczona do:
  - I składu:
    - ligi serbskiej (2008, 2018–2021)*[7][5][3][6][4]
    - zawodniczek krajowych ligi serbskiej (2008)[7]
    - defensywnych ligi serbskiej (2008)[7]

  - składu honorble mention ligi francuskiej (2014)[8]
- Liderka ligi serbskiej w średniej:
  - punktów  (2019 – 23,1, 2020 – 26,4, 2021 – 20,2)[3][6][4]
  - bloków (2018 – 1,9, 2020 – 2,1, 2021 – 1,8)[5][6][4]

### Reprezentacja
Seniorska
- Uczestniczka:
  - mistrzostw:
    - świata (2014 – 8. miejsce)
    - Europy (2013 – 4. miejsce)

  - kwalifikacji do Eurobasketu (2009, 2011)

Młodzieżowa
- Wicemistrzyni Europy U–20:
  - dywizji A (2007)
  - dywizji B (2006)